# Hertzton
Hertzton (eigene Schreibweise HERTzTON) ist ein 2001 gegründetes Musikprojekt des aus Leverkusen (deutsches Bundesland Nordrhein-Westfalen) stammenden Sängers und Autors Markus Winter. Die Musik lässt sich schwer einordnen, da sie Bereiche von Deutschrock über Pop bis Neue Deutsche Härte abdeckt.

## Bandgeschichte
Markus Winter hat bereits davor englischsprachige Musik veröffentlicht. So konnte er mit dem Song Longing for Fire bereits 1995 einen Hit in den belgischen und niederländischen Musik-Charts verbuchen. Zwischenzeitlich widmete er sich auch dem Schreiben von Kurzgeschichten, meist Krimis. Zurzeit arbeitet er zudem an einem Roman. Seit 2001 beschäftigt er sich mit Hertzton. Das Debütalbum (ohne Titel) erschien 2002. Danach ging die Gruppe in einer Dreierbesetzung auf die erste Tournee. Das zweite Album mit dem Titel Schattentänzer erschien 2006. Zurzeit existiert die Band in der Besetzung Markus Winter (Gesang, E-Gitarre, E-Bass, Keyboards), Jonas Bentin (Keyboards, Programming) und Milly Snow (Schlagzeug). Das dritte Album Metamorphose, eine Remix-Compilation, erschien im Mai 2007. Besondere Aufmerksamkeit wird auf emotionale und direkte Texte gelegt.

## Diskografie
- 2002: HERTzTON
- 2006: SchattenTänzer
- 2007: Metamorphose

## Weblink
- Offizielle Website